# コスタス・マノラス
コンスタンティノス・マノラス（Κωνσταντίνος Μανωλάς、Konstantinos Manolas, 1991年6月14日 - ）は、ギリシャ・ナクソス県出身のサッカー選手。セリエA・USサレルニターナ1919所属。元ギリシャ代表。ポジションはディフェンダー。
元AEKアテネFC、ギリシャ代表のセンターバック、ステリオス・マノラスは叔父にあたる。

## 経歴

### クラブ

#### AEKアテネ
トラシュヴロス・フィリス時代の、2009年3月1日のアリス・テッサロニキ戦でトップチームデビュー。その後2009年夏に叔父であるステリオス・マノラスがテクニカルディレクターを務めていたAEKアテネFCへ3年契約で移籍。
2010年3月14日のAOカヴァラ戦でAEKアテネでの初出場を記録すると、2010年5月20日のリーグ最終節、オリンピアコスFC戦で初得点を挙げた。
2年目となった2010-11シーズンはレギュラーとしてプレー。初のヨーロッパでの舞台となったUEFAヨーロッパリーグではグループリーグ全6試合にフル出場し、HNKハイデュク・スプリト戦では得点を挙げた。このシーズンは全36試合に出場し3得点を挙げ、自身初タイトルとなるキペロ・エラーダス優勝にも貢献した。
シーズンオフにはヴェルダー・ブレーメン、セビージャFC、VfLヴォルフスブルク、ハンブルガーSVなどが獲得に動いたが、2011年7月11日にAEKアテネとの2014年まで契約を延長した。
2011-12シーズンもレギュラーとして全38試合に出場し、2得点を記録。冬季の移籍期間にはエヴァートンFCが獲得に動き、合意報道も出たが、マノラスが移籍を拒否し残留した。

#### オリンピアコス
2012年7月にフリートランスファーでオリンピアコスFCへ移籍した。
2012年9月16日のPASヤニナFC戦でオリンピアコスでのデビューを飾り、10月20日のシュコダ・クサンティFC戦で移籍後初得点を挙げた。2012-13シーズンは全37試合に出場し、1得点を記録し、リーグ、カップの国内2冠に貢献。また自身初のUEFAチャンピオンズリーグではグループリーグ全6試合にフル出場した。
2013-14シーズンは全37試合に出場し5得点を記録し、オリンピアコスのリーグ4連覇に貢献。チャンピオンズリーグでは2013年11月5日のSLベンフィカ戦でチャンピオンズリーグ初得点となる決勝ゴールを挙げると、11月27日のパリ・サンジェルマンFC戦でもゴールを挙げるなど、オリンピアコスのベスト16進出に貢献した。
2014年3月22日にはオリンピアコスとの契約を2017年まで延長した。

#### ASローマ

##### 2014-15シーズン
ワールドカップ後の2014年夏はユヴェントスFC、アーセナルFCなどが獲得に興味を示したことが報道され、8月26日にASローマへの移籍が発表された。移籍金は1300万とボーナス200万ユーロで、5年契約。ローマは同日にメディ・ベナティアのバイエルン・ミュンヘン移籍を発表しており、その後釜としての獲得とされた。またマノラスはローマへの移籍にはオリンピアコスやギリシャ代表でチームメイトだったヴァシリス・トロシディスや、AEKアテネ時代のチームメイトで元ASローマのトラヤノス・デラスの影響があったことを語った。
2014年8月30日、セリエA開幕節のACFフィオレンティーナ戦でローマデビューを果たした。9月17日、UEFAチャンピオンズリーグ・CSKAモスクワ戦でローマ移籍後CL初出場。10月5日、ユヴェントス戦では、アルバロ・モラタからファールを受け、それに対し激高しモラタに食って掛かったためにマノラスとモラタの両選手が退場処分となった。これにより、FIGCは、マノラスを2試合の出場停止処分に科した。

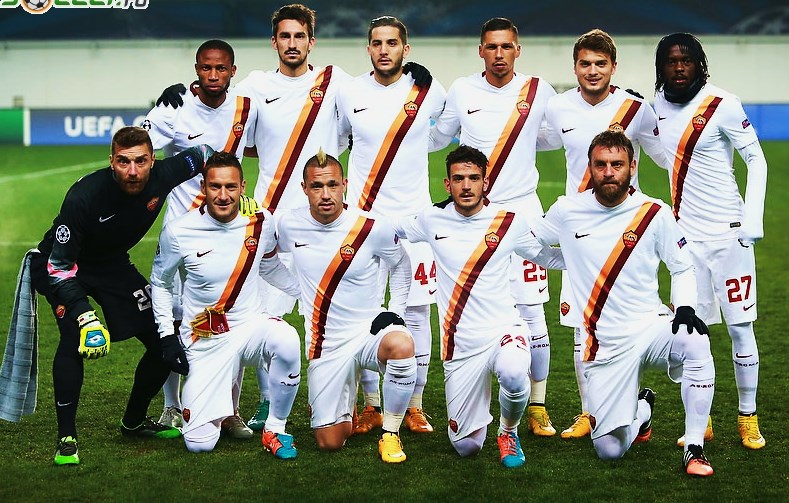
2014年11月25日、CSKAモスクワ戦の試合前のマノラス（上段左から3人目）

ローマでの活躍を受け、アーセナルなどプレミアリーグのビッグクラブなどから関心を集めた。しかし、代理人は「マノラスはローマの選手だ。彼を望むのならクラブに尋ねなければならない。私が言えるのは、彼が2019年まで契約を結んでいるということだけだ。ローマは彼に多く額を支払った。」と述べ、アーセナルからの関心という噂に興味がないとした。
リュディ・ガルシア監督の下で、チームの中心的地位を得て、ローマのリーグ2位に貢献した。シーズンオフに、アーセナルがローマに1500万ポンドのオファーを提示した。2015年6月19日、ファン投票で「今シーズン最も良かった獲得選手」に、セイドゥ・ケイタやフアン・マヌエル・イトゥルベらを抑えて56パーセントの得票で選ばれた。

##### 2015-16シーズン
2015-16シーズンは、ローマのディフェンスリーダーとしてスタートした。Tuttomercatowebによると、前のシーズンにチェルシーのジョゼ・モウリーニョ監督がマノラスをスタンフォード・ブリッジに連れて来ようとし、さらに再び獲得を試みているほか、アーセナルやトッテナムが引き続き関心を持っていた。
2015年9月17日、UEFAチャンピオンズリーグで前回王者のバルセロナと1-1で引き分けた試合では、クラブの戦術的なパフォーマンスを称賛した。「僕らは戦術的に素晴らしい試合をした。チームとって重要なステップだと思う。」とSky Sportsに語った。9月23日、UCサンプドリア戦では、自身のオウンゴールによって敗れた。9月26日、セリエAに昇格したカルピFC戦でリュカ・ディーニュのアシストからゴールを挙げ、5-1の大勝に貢献した。
12月5日、トリノ戦においてペナルティエリア内でアンドレア・ベロッティを倒し、ボールへのタックルであったことがリプレイされたが、主審はPKを指示した。このPKをマキシ・ロペスの冷静に決められ、チームは引き分けた。12月11日、BATEボリソフ戦では、チームメイトのミラレム・ピャニッチと試合でのボールポゼッションについて口論となった。ガゼッタ・デロ・スポルトによれば、試合後のロッカールームでも2人の口論は続いた。2016年2月17日、UEFAチャンピオンズリーグ・ラウンド16のレアル・マドリード戦は0-2で敗れた。この試合でマノラスはカリム・ベンゼマを上手く抑え、クロスボールなどにも上手く対応したものの、2つの失点場面では何もできなかった。4月20日、トリノ戦では、シーズン2点目となるゴールを挙げたほか、アシストも記録し、勝利に貢献した。

##### 2016-17シーズン
2016年7月25日、マンチェスター・ユナイテッドやアーセナル、チェルシーからの関心を寄せられるが、ルチアーノ・スパレッティ監督は「彼はローマで幸せだろう。」と主張し、マノラスは残留した。
マノラスのローマ移籍の際に、オリンピアコスと交わされた契約によれば、2016年9月1日までにマノラスが移籍する場合、移籍金の50パーセント(移籍金が1300万ユーロ未満の場合は650万ユーロ)をオリンピアコスに支払わなければならず、ローマはマノラスを放出したくなかった。移籍しなかった場合は、獲得時の移籍金の残りの650万ユーロをオリンピアコスに支払うことになっており、ローマは、アーセナルからの3900万ユーロのオファーを拒否し、マノラスを残留させた。ローマはアーセナルのMFジャック・ウィルシャーに興味を持っていたが、マノラスの残留もあり、アーセナルはローマとの取引を拒否した。セリエAで最も良いディフェンダーとみなされ、FCバルセロナはしばらくの間、動向を伺っており、バルセロナの補強リストの上位に名を連ねていた。トーマス・フェルメーレンをローマにレンタルで移籍させ、バルセロナは2017年夏にマノラスを獲得するオプションを得た。
2016年10月2日、インテル戦でゴールを挙げ、さらに、インテルのキャプテンであるマウロ・イカルディを抑えた。10月18日、ローマからの年俸180万ユーロから250万ユーロに昇給し、2019年までの契約を延長するオファーを拒否した。新聞報道によれば、マノラスはより高い給与を期待して、ローマのオファーの改善を待っていた。10月23日、パレルモ戦でローマ100試合目の出場を果たした。10月31日のエンポリ戦で鼻を負傷し、セリエA・ボローニャ戦とUEFAヨーロッパリーグ・FKアウストリア・ウィーン戦を欠場した。12月4日、ラツィオとのローマ・ダービーにおいて素晴らしいディフェンスを披露し、ケイタ・バルデとチーロ・インモビーレを封じた。12月13日、ミラン戦において、ローマの3バックは素晴らしいプレーを見せ、フェデリコ・ファシオとマノラスで15回のクリアと11回のインターセプト、12回デュエルに勝利した。さらに、ラジャ・ナインゴランの決勝点をアシストした。12月18日、ユヴェントス戦で負傷し、およそ2週間欠場した。2017年1月8日、ジェノア戦に後半途中から出場し復帰した。2017年5月25日、チームメイトのディエゴ・ペロッティと練習中にトラブルになり、スパレッティ監督は両選手をドレッシングルームに戻らせることを決定し、練習を終了することなく、緊張状態を和らげた。

##### 2017-18シーズン

2018年のマノラス

2017年夏の移籍市場でチームメイトのレアンドロ・パレデスと共にゼニト・サンクトペテルブルク移籍に近づいたが、最終的にマノラスはローマに残留した。
2017年9月27日、UEFAチャンピオンズリーグのカラバフ戦でゴールを挙げ、勝利に貢献した。10月15日、ナポリ戦で左太腿の筋肉を痛め、およそ1ヶ月離脱するとみられた。10月31日に行われたCL・チェルシー戦で復帰した。11月5日、フィオレンティーナ戦でリーグ戦でシーズン初得点を記録した。12月2日、ローマとの契約を2022年6月まで更新し、3500万ユーロでの契約解除条項が設定された。
2018年3月9日、トリノ戦において、アレッサンドロ・フロレンツィのコーナーキックにヘディングで合わせ、ゴールを挙げた。ゴールを挙げた後、ピッチに膝をつき、両手で空を指さし、3月4日に急死した元チームメイトのダヴィデ・アストーリに追悼を捧げた。
4月4日、UEFAチャンピオンズリーグのバルセロナとの準々決勝1stレグではマノラスのオウンゴールなどもあり1-4で敗れた。しかし、4月10日の2ndレグでは、その試合3点目となるゴールを見事なヘディングで決め、バルセロナを破り、クラブの34年ぶりとなるCL準決勝進出に貢献した。4月21日、SPAL戦で途中交代するナインゴランよりキャプテンマークを受け取り、初めてキャプテンとしてプレーした。

#### 2018-19シーズン
毎年夏には退団の可能性が噂されていたにもかかわらず、5年目となるこのシーズンもローマに残り、ローマでの初タイトル獲得を目指した。2018年8月27日、アタランタ戦でハビエル・パストーレのフリーキックからゴールを挙げ、1-3の劣勢から3-3での引き分けに持ち込むことに貢献した。11月7日、チャンピオンズリーグのCSKAモスクワ戦で、ロレンツォ・ペッレグリーニのクロスボールからヘディングでゴールを挙げ、2-1での勝利に貢献した。この試合での印象的なパフォーマンスによりチャンピオンズリーグの週間ベストイレブンに選出された。11月15日、ギリシャ代表として出場したフィンランド戦で、足の内転筋を痛めたため、途中交代となった。エウゼビオ・ディ・フランチェスコ監督の就任以来、守備の中心人物となっていた。2019年3月6日、チャンピオンズリーグのラウンド16・FCポルト戦2ndレグにおいてローマでの公式戦200試合出場を果たした。この試合でが120分間フル出場したが、ローマは敗れてチャンピオンズリーグを敗退した。その後、マノラスは筋肉を痛め、約3週間の欠場を余儀なくされ、EURO2020予選のリヒテンシュタイン戦とボスニア・ヘルツェゴビナ戦には出場できないと、イタリアのメディアが報じた。

#### SSCナポリ
2019年6月30日、SSCナポリに移籍することが発表された。契約期間は5年、移籍金は3600万ユーロで、これはSSCナポリの歴史上2番目の高額であった。
2021ｰ22シーズンは、シーズン開幕直後こそはレギュラーとして出場していたが、その後はアミル・ラフマニの台頭もあって出場機会が減少した。

#### オリンピアコス復帰
2021年12月17日、古巣であるオリンピアコスに完全移籍で復帰することが発表された。

#### シャールジャ
2022年9月23日、ローマ時代のチームメイトであるミラレム・ピャニッチが所属するシャールジャFCへの完全移籍が発表された。

#### サレルニターナ
2024年2月8日、USサレルニターナ1919に移籍した。

### 代表
U-21ギリシャ代表でプレー後、2010 FIFAワールドカップの代表候補30人に選出されるも、23人のメンバーには残ることができなかった。3年後の2013年2月6日のスイスとの親善試合でフル代表デビューした。
2014 FIFAワールドカップではギリシャの全4試合にフル出場し、ギリシャの初のベスト16進出に貢献した。

## 人物・プレースタイル
叔父がプレーしていた影響もあり、幼い頃からAEKアテネFCのファンだった。
スピード、フィジカル、タックルと相手の動きを読む力に自信を持っており、インターセプト率が高い。スピードに関しては2014 FIFAワールドカップで日本の監督として対戦したアルベルト・ザッケローニも驚きと賞賛を送っている。
センターバックとしてはチアゴ・シウバを好みの選手として挙げている。

## 個人成績
| クラブ         | シーズン | リーグ             | リーグ戦 | リーグ戦 | カップ戦 | カップ戦 | 国際大会 | 国際大会 | その他 | その他 | 合計 | 合計 |
| クラブ         | シーズン | リーグ             | 出場     | 得点     | 出場     | 得点     | 出場     | 得点     | 出場   | 得点   | 出場 | 得点 |
| -------------- | -------- | ------------------ | -------- | -------- | -------- | -------- | -------- | -------- | ------ | ------ | ---- | ---- |
| トラシュブロス | 2008-09  | フットボールリーグ | 6        | 0        | -        | -        | -        | -        | -      | -      | 6    | 0    |
| トラシュブロス | 通算     | 通算               | 6        | 0        | -        | -        | -        | -        | -      | -      | 6    | 0    |
| AEKアテネ      | 2009-10  | スーパーリーグ     | 10       | 1        | 1        | 0        | -        | -        | -      | -      | 11   | 1    |
| AEKアテネ      | 2010-11  | スーパーリーグ     | 27       | 1        | 3        | 1        | 6        | 1        | -      | -      | 36   | 3    |
| AEKアテネ      | 2011-12  | スーパーリーグ     | 29       | 1        | 2        | 0        | 7        | 1        | -      | -      | 38   | 2    |
| AEKアテネ      | 通算     | 通算               | 66       | 3        | 6        | 1        | 13       | 2        | -      | -      | 85   | 6    |
| オリンピアコス | 2012-13  | スーパーリーグ     | 24       | 1        | 6        | 0        | 7        | 0        | -      | -      | 37   | 1    |
| オリンピアコス | 2013-14  | スーパーリーグ     | 25       | 3        | 5        | 0        | 7        | 2        | -      | -      | 37   | 5    |
| オリンピアコス | 通算     | 通算               | 49       | 4        | 11       | 0        | 14       | 2        | -      | -      | 74   | 6    |
| ローマ         | 2014-15  | セリエA            | 30       | 0        | 1        | 0        | 10       | 0        | -      | -      | 41   | 0    |
| ローマ         | 2015-16  | セリエA            | 37       | 2        | 0        | 0        | 8        | 0        | -      | -      | 45   | 2    |
| ローマ         | 2016-17  | セリエA            | 33       | 0        | 3        | 0        | 9        | 0        | -      | -      | 45   | 0    |
| ローマ         | 2017-18  | セリエA            | 29       | 2        | 0        | 0        | 11       | 2        | -      | -      | 40   | 4    |
| ローマ         | 2018-19  | セリエA            | 27       | 1        | 1        | 0        | 7        | 1        | -      | -      | 35   | 2    |
| ローマ         | 通算     | 通算               | 156      | 5        | 5        | 0        | 45       | 3        | -      | -      | 206  | 8    |
| ナポリ         | 2019-20  | セリエA            | 26       | 4        | 3        | 0        | 6        | 0        | -      | -      | 35   | 4    |
| ナポリ         | 2020-21  | セリエA            | 30       | 0        | 2        | 0        | 0        | 0        | 1      | 0      | 33   | 0    |
| ナポリ         | 通算     | 通算               | 56       | 4        | 5        | 0        | 6        | 0        | 1      | 0      | 68   | 4    |
| 総通算         | 総通算   | 総通算             | 333      | 16       | 28       | 1        | 78       | 7        | 1      | 0      | 439  | 24   |

## 代表歴

### 出場大会
- ギリシャ代表
  - 2014 FIFAワールドカップ

### 試合数
- 国際Aマッチ 42試合 1得点（2013年-2019年）[83]

| ギリシャ代表 | 国際Aマッチ | 国際Aマッチ |
| 年           | 出場        | 得点        |
| ------------ | ----------- | ----------- |
| 2013         | 5           | 0           |
| 2014         | 13          | 0           |
| 2015         | 4           | 0           |
| 2016         | 5           | 0           |
| 2017         | 6           | 0           |
| 2018         | 6           | 1           |
| 2019         | 3           | 0           |
| 通算         | 42          | 1           |

## 獲得タイトル

### クラブ
AEKアテネFC
- キペロ・エラーダス：2010-11

オリンピアコスFC
- ギリシャ・スーパーリーグ：2012-13, 2013-14
- キペロ・エラーダス：2012-13

ナポリ
- コッパ・イタリア : 2019-20

シャールジャFC
- UAEプレジデントカップ：2022-23